# Skrytka pocztowa

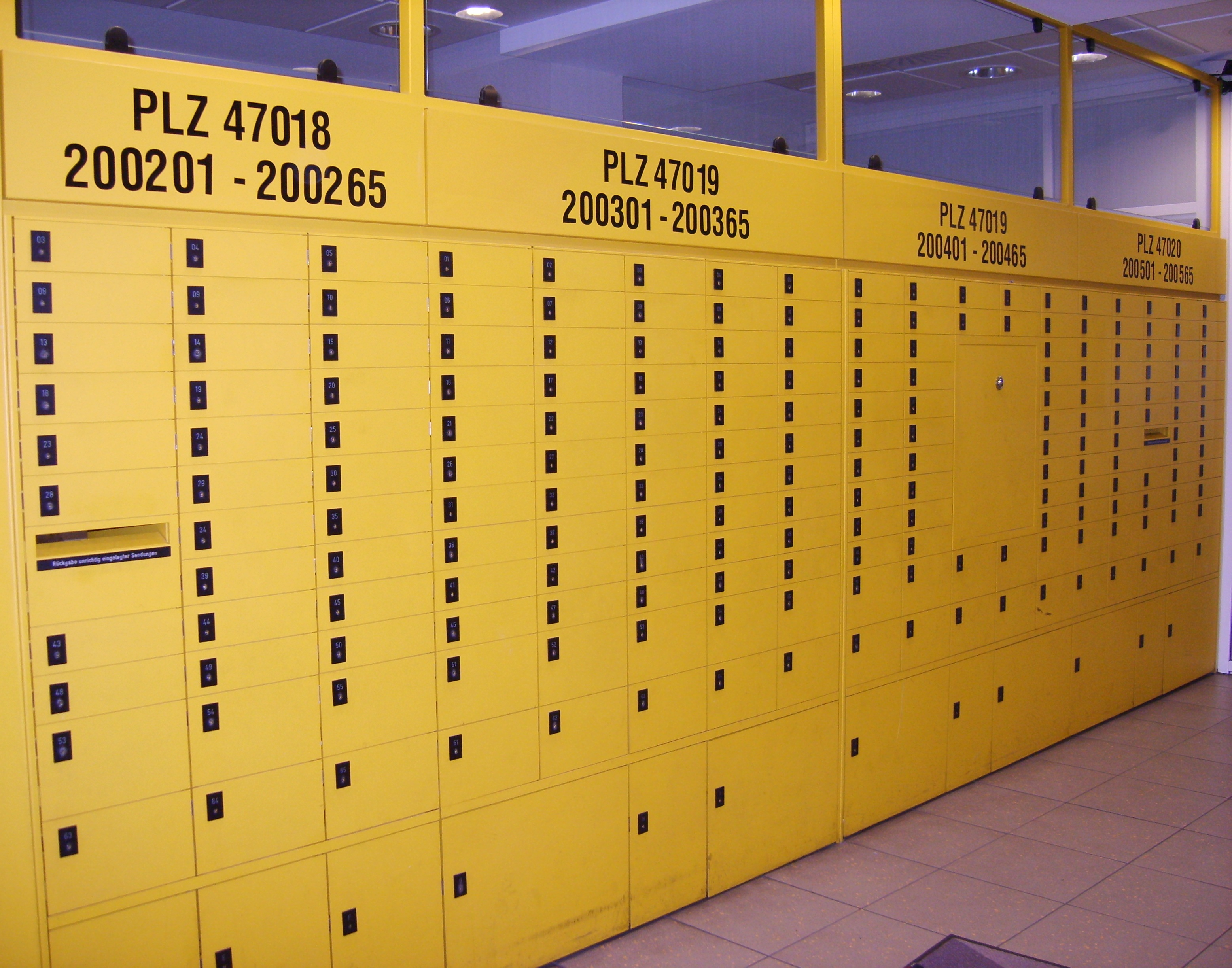
Skrytki pocztowe w Niemczech

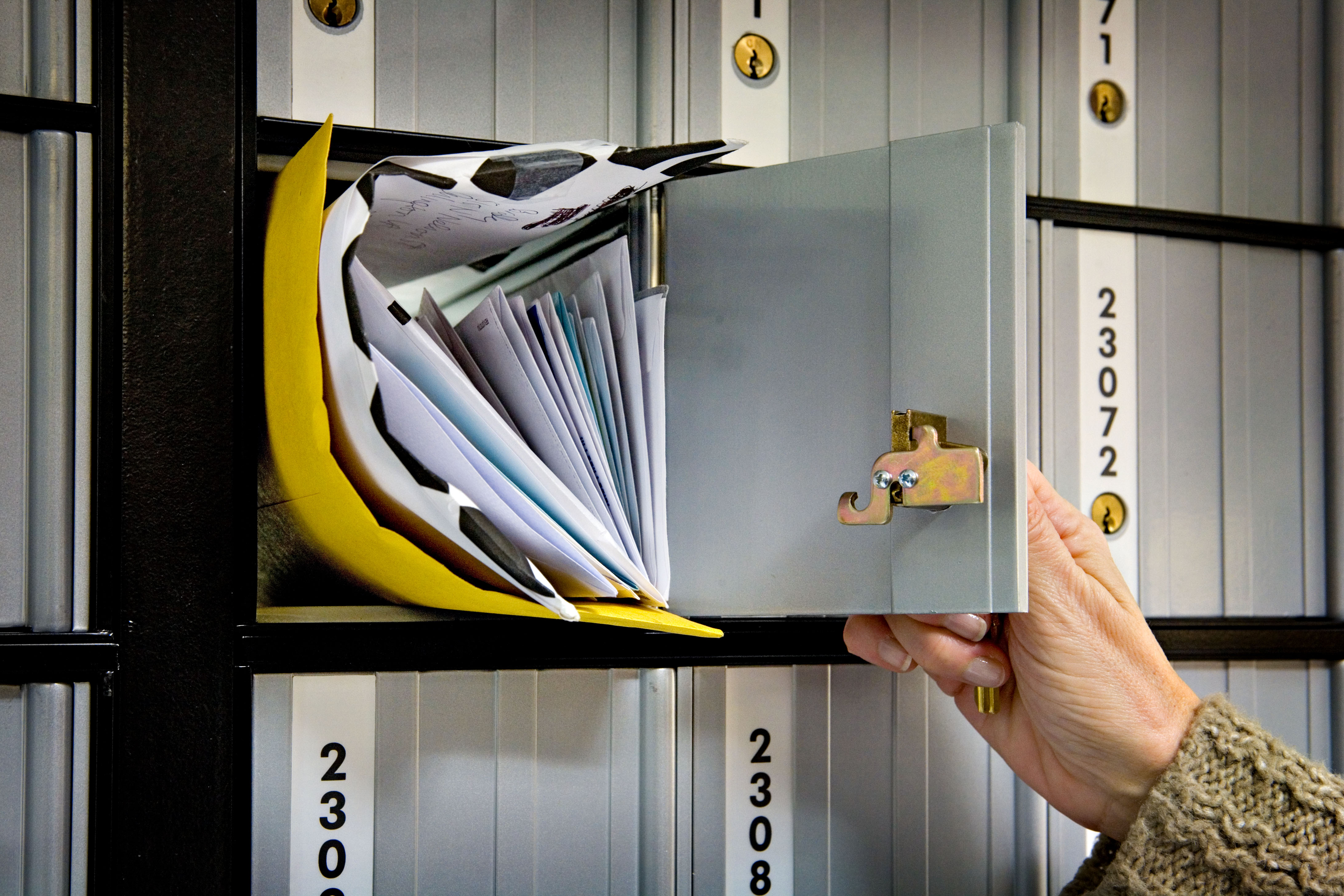
Listy w skrytce pocztowej

Skrytka pocztowa – skrzynka zainstalowana w placówce operatora pocztowego, służąca do odbierania korespondencji. Jest udostępniana w wybranych placówkach i zamykana przez adresata na klucz. Można przez nią odbierać zwykłe przesyłki listowe oraz zawiadomienia o nadejściu przesyłek rejestrowanych i przekazów pocztowych (awiza).
Używana jest szczególnie przez klientów, którzy otrzymują dużo korespondencji. Wykorzystywana jest też przez firmy, które z różnych powodów chcą całą korespondencję mieć w jednym miejscu (np. przy organizacji konkursów).
Ze skrytek pocztowych mogą korzystać zarówno osoby prawne, jak i klienci indywidualni. Aby korzystać ze skrytki pocztowej, należy zgłosić się do wybranej placówki pocztowej, gdzie na podstawie pisemnego wniosku o udostępnienie skrytki następuje zawarcie umowy między pocztą a adresatem.
Za pośrednictwem skrytki odbierane są te przesyłki, które zostały dokładnie na nią zaadresowane. Adres taki powinien zawierać: imię i nazwisko lub pełną nazwę adresata; numer skrytki; kod pocztowy oraz nazwę placówki pocztowej, w której udostępniona została skrytka. Na podstawie specjalnego oświadczenia do skrzynki mogą zostać doręczone również przesyłki adresowane na konkretnego odbiorcę.
Przykładowy wzór adresowania na skrytkę pocztową:
Jan Nowak
skr. poczt. 123
00–950 Warszawa 1
Pierwsze skrytki pocztowe w Polsce zainstalowano w 1879 w urzędzie pocztowym na Nowym Mieście w Kaliszu. 